# Luvitas

Rango de los luvitas

Los luvitas fueron un grupo de pueblos anatolios que vivía en el centro, oeste y sur de Asia Menor, así como la parte norte del Levante occidental en la Edad del Bronce y la Edad del Hierro. Hablaban el idioma luvita, un idioma indoeuropeo de la subfamilia anatolia, que se escribía en cuneiforme importado de Mesopotamia, y en una escritura jeroglífica nativa única, que a veces también era utilizada por los hititas emparentados con ellos lingüísticamente.
Probablemente, el luvita se hablaba en una región geográfica más amplia que el hitita.

## Historia

### Origen
El origen de los luvitas no se conoce con certeza. Hay una amplia variedad de hipótesis, incluso hoy, que están conectadas al debate sobre el lugar de origen de los hablantes indoeuropeos. Las hipótesis sobre el lugar de origen indoeuropeo incluyen Armenia, Irán, los Balcanes, el Bajo Volga y Asia Central.[cita requerida] Sin embargo, poco se puede demostrar sobre la ruta que llevó a los antepasados de los luvitas hasta Anatolia. Tampoco es claro si la separación de los luvitas de los hititas y los hablantes palaítas ocurrió en Anatolia o antes.
Es posible que la cultura Demircihüyük (c. 3500-2500 a. C.) esté relacionada con la llegada de los indoeuropeos a Anatolia, ya que el proto-anatoliano debe haberse separado alrededor de al menos el año 3000 a. C. por motivos lingüísticos.

### Edad del Bronce Medio
Cierta evidencia sobre los luvitas se origina alrededor del año 2000 a. C., con la presencia de nombres propios y préstamos lingüísticos en documentos del imperio antiguo asirio provenientes de la colonia asiria de Kültepe, que datan de entre 1950 y 1700 a. C. (cronología media), y que muestran que el luvita y el hitita eran ya dos idiomas distintos para ese entonces.
Según la mayoría de académicos, los hititas se establecieron en la parte alta del Kızılırmak y tenían su centro económico y político en Neša (Kaneš), de donde la lengua hitita obtuvo su nombre nativo, nešili  Lo más probable es que los luvitas vivieran en el sur y el oeste de Anatolia, quizás con un centro político en Burushanda. Los colonos y comerciantes asirios que estaban presentes en Anatolia para ese momento se referían a la población local con el nombre de nuwaʿum sin hacer ninguna diferenciación. Este término parece derivar del nombre de los luvianos, el cambio de l por n siendo un resultado de la mediación del idioma hurrita.

### Período hitita
Las leyes hititas antiguas del siglo XVII a. C. contienen casos relacionados con las para entonces regiones independientes de Palā y Luvia. Comerciantes y desplazados parecen haberse movido de un país a otro sobre la base de acuerdos entre Ḫattusa y Luvia. Se ha argumentado que los luvitas nunca formaron un solo estado luvita unificado, sino que poblaron una serie de entidades políticas donde se mezclaron con otros grupos poblacionales.[cita requerida] Sin embargo, una opinión minoritaria sostiene que al final formaron de hecho una fuerza unificada y provocaron el fin de la civilización de la Edad del Bronce al atacar a los hititas y luego a otras áreas como las de los pueblos del mar.[cita requerida]
Durante el período hitita, los reinos de Šeḫa y Arzawa se desarrollaron en el occidente, centrados en el valle de Maeander. En el sur estaba el estado de Kizzuwadna, que estaba habitado por una mezcla de hurritas y luvitas. El reino de Tarḫuntašša se desarrolló durante el nuevo reino hitita, en el sur de Anatolia. El reino de Wilusa estaba ubicado en el noroeste de Anatolia en el sitio de Troya. No es posible determinar con claridad si alguno de estos reinos representaba un estado luvita con base en la evidencia actual y es un tema de controversia en los estudios contemporáneos.
Según el Instituto Oriental, el idioma luvita se hablaba desde la costa oriental del Egeo hasta Melid y tan al norte como Alaca Hoyuk durante el reino hitita.

#### Kizzuwadna
Kizzuwadna era el nombre hitita y luvita de la antigua Cilicia. La zona fue conquistada por los hititas en el siglo XVI a. C. Alrededor de 1500, el área se separó y se convirtió en el reino de Kizzuwadna, cuyo gobernante usaba el título de "Gran Rey", tal como el gobernante hitita. El rey hitita Telipinu tuvo que hacer un tratado con el rey Išputaḫšu, que fue renovado por sus sucesores. Bajo el régimen del rey Pilliya, Kizzuwadna se convirtió en un reino vasallo del reino Mitanni. Alrededor de 1420, el rey Šunaššura de Mitanni renunció al control de Kizzuwadna y transó una alianza con el rey hitita Tudḫaliya I. Poco después de esto, el área parece haber sido incorporada al imperio hitita y permaneció así hasta su colapso alrededor del 1190 a. C. a manos de Asiria y Frigia.[cita requerida]

#### Šeḫa
Šeḫa estaba en el área de la antigua Lidia. Se le menciona por primera vez en el siglo XIV a. C., cuando el rey hitita Tudḫaliya I hizo campaña contra Wilusa. Después de la conquista de Arzawa por parte de Muršili II, Šeḫa se hizo un reino vasallo del reino hitita y sufrió incursiones de parte del príncipe de Arzawa Piyamaradu, quien atacó la isla de Lazpa que pertenecía a Šeḫa.[cita requerida]

#### Arzawa
Arzawa ya es mencionado en la época del Reino Antiguo hitita, pero estaba fuera del área hitita en ese momento. La primera interacción hostil ocurrió bajo el régimen del rey Tudḫaliya I o deTudḫaliya II. La invasión del reino hitita por parte de los kaskas condujo al declive del poder hitita y a la expansión de Arzawa, a cuyo rey Tarrauntaradu el faraón Amenhotep III le pidió le enviara una de sus hijas como esposa. Después de un largo período de guerra, el rey Uḫḫaziti entregó la capital arzawana de Apaša (Éfeso) a los hititas bajo el mando del rey Muršili II. Arzawa se dividió en dos estados vasallos: Mira y Ḫapalla .

### Edad de Hierro
Después del colapso del reino hitita c. 1190 a. C., varios pequeños principados se desarrollaron en el norte de Siria y el suroeste de Anatolia. En el centro-sur de Anatolia estaba Tabal, que probablemente consistía en varias pequeñas ciudades-estado. En Cilicia estaba Quwê, en el norte de Siria estaba Gurgum, en el Éufrates estaban Melid, Kummuh, Karkemish y (al este del río) Masuwara, mientras que en el río Orontes estaban Unqi-Pattin y Hama. Los príncipes y comerciantes de estos reinos utilizaron el jeroglífico luvita en sus inscripciones, la última de las cuales data del siglo VIII a. C. La inscripción bilingüe de Karatepe del príncipe Azatiwada es particularmente importante.
Estos estados fueron en gran parte destruidos e incorporados al imperio neoasirio (911–605 a. C.) durante el siglo IX a. C.